# Salix purpurea

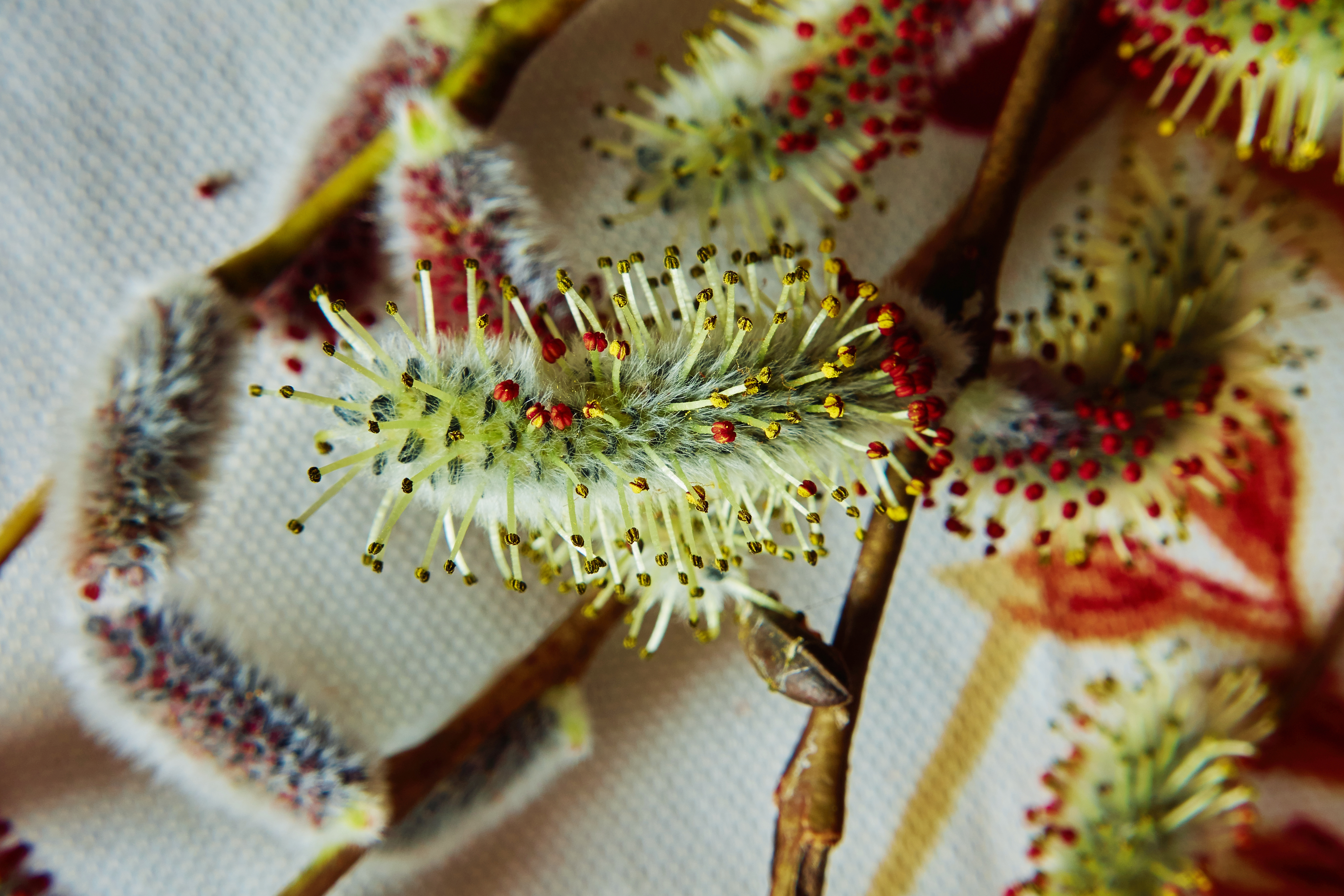
Salix Purpurea L. De gauche à droite : branche bourgeonnante, branche femelle (détail d'un organe femelle en dessous), feuillage, branche mâle (détail d'un organe mâle en dessous).

Espèce
Classification phylogénétique
Statut de conservation UICN

 LC  : Préoccupation mineure
 Monde, Europe, France 
L'Osier pourpre, l’Osier rouge ou le Saule pourpre (Salix purpurea) est une espèce de plantes à fleurs de la famille des Salicaceae. C'est un petit saule d'une hauteur de 1 à 2 m pouvant exceptionnellement pousser jusqu'à 6 m. Il tire son nom de la couleur de ses fleurs, fréquemment pourpres, qui apparaissent au début du printemps.

## Caractères biologiques
Cet arbrisseau de 1 à 6 m, caducifolié, est d'une longévité faible. C'est une espèce dioïque, avec une floraison de mars à avril, avant la feuillaison. Salix purpurea est pollinisé par les insectes, et ses graines sont dispersées par le vent. C'est une espèce pionnière.

## Identification rapide
Avec un port touffu, souvent en boule, Salix purpurea est le seul représentant français du genre Salix dont les feuilles (et bourgeons) paraissent opposées ou subopposées. Le limbe de ses feuilles est finement denticulé, elliptique, à face inférieure glauque. Ses rameaux sont opposés et pourpre foncé. Ses fleurs mâles ont leurs anthères rouges.

## Identification poussée
- Rameaux grêles, souples, glabres, brillants, opposés et pourpre foncé.
- Bourgeons lisses et luisants.
- Feuilles subopposées, sessiles, oblongues (3 à 10 cm) en coin à la base, élargies et denticulées au sommet, vertes et luisantes dessus, glauques dessous.
- Chatons unisexués à bractées noires et rouges et velues.
- Fleur mâle à 2 étamines entièrement soudées et anthères rouges.
- Fleur femelle à ovaire pubescent et style très court.
- Capsule sessile et tormenteuse.

### Photographies

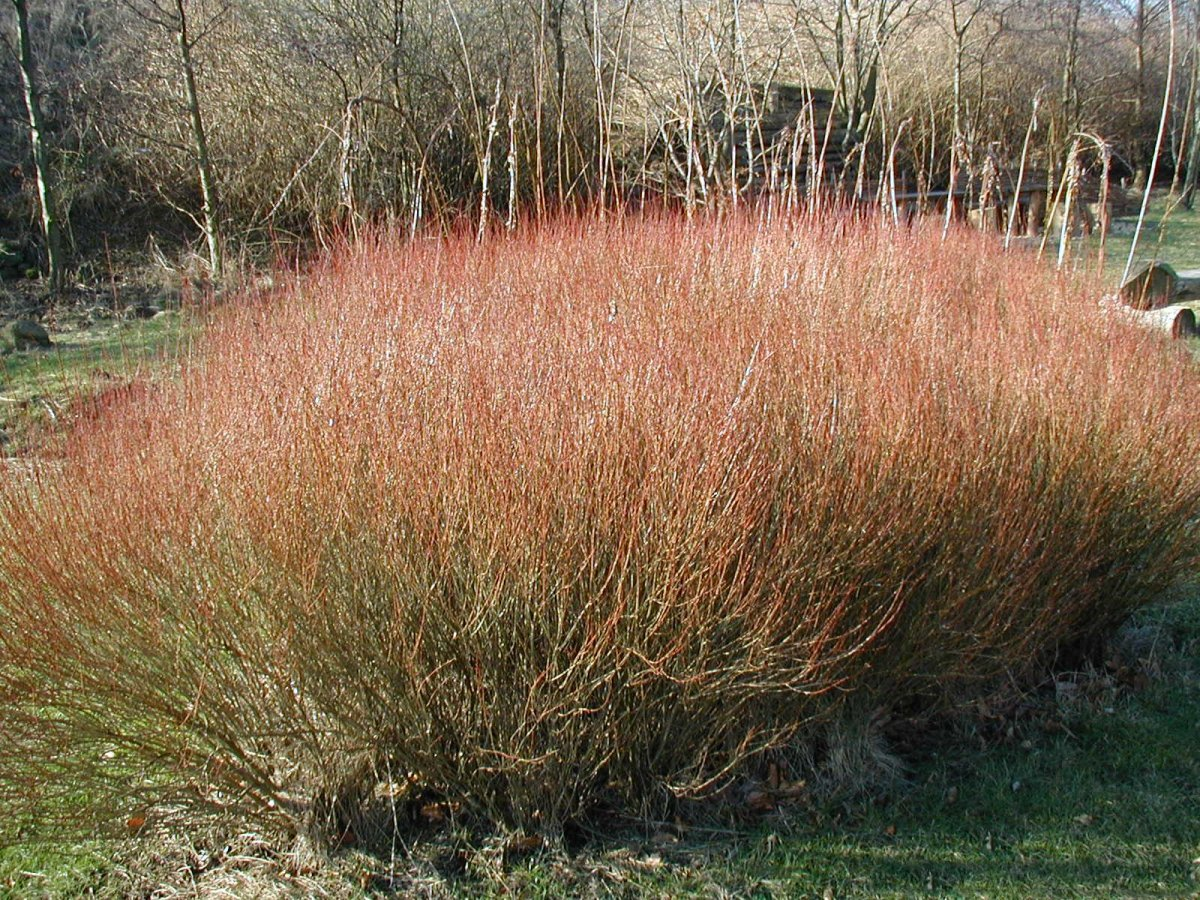
Salix purpurea, vue d'ensemble hivernale.
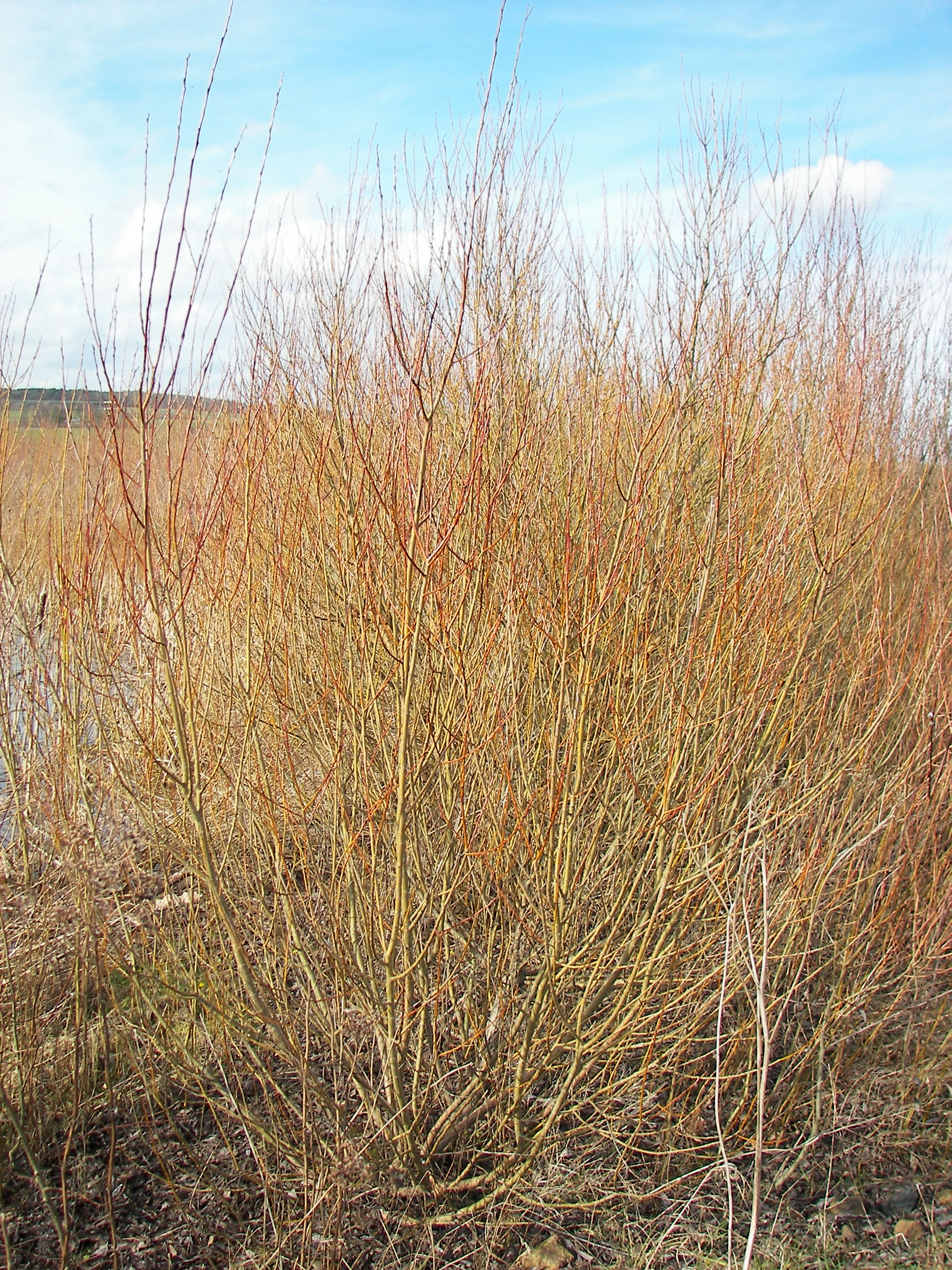
Salix purpurea, vue d'ensemble hivernale.
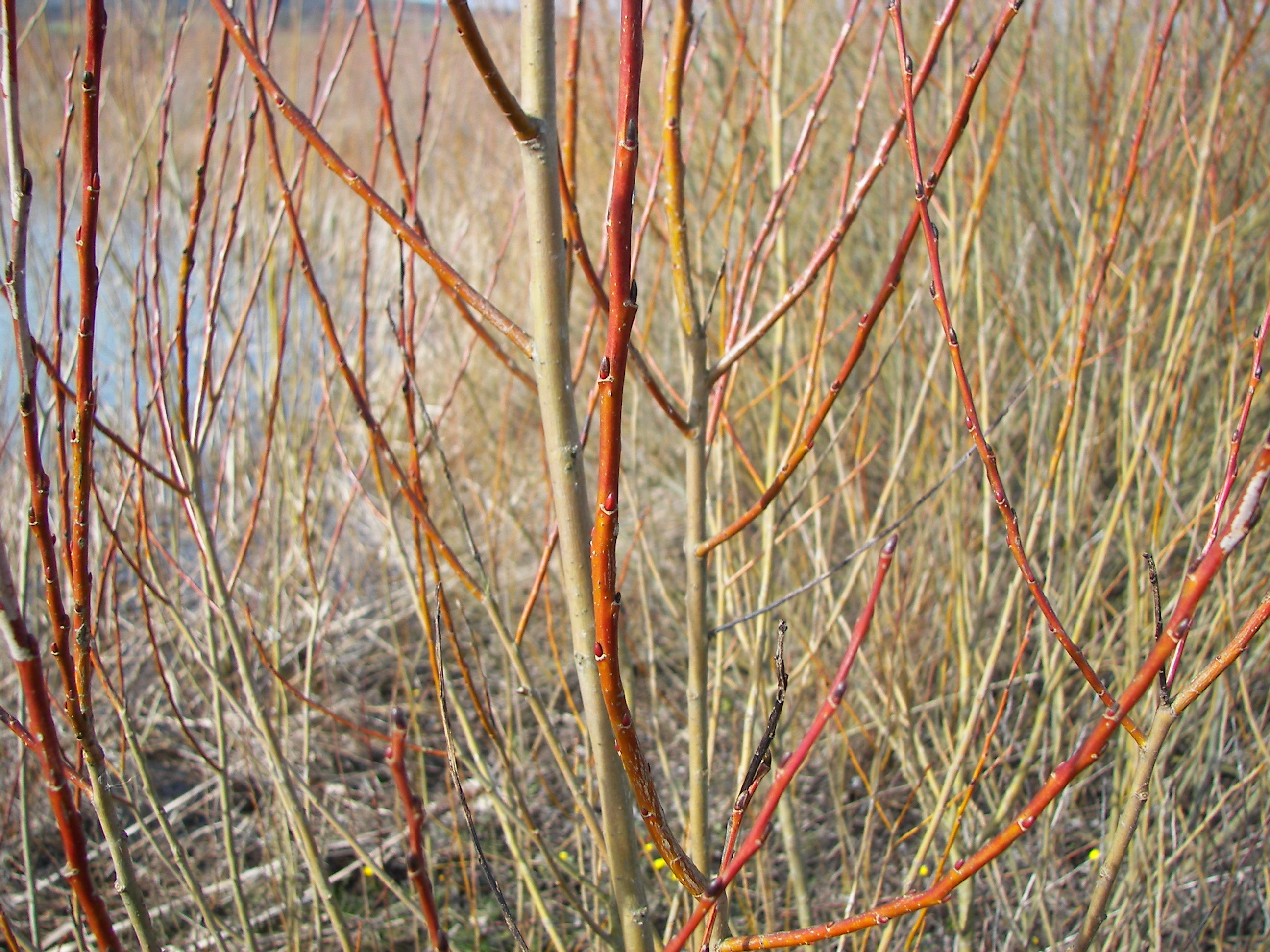
Salix purpurea, rameaux au repos hivernal et bourgeons.
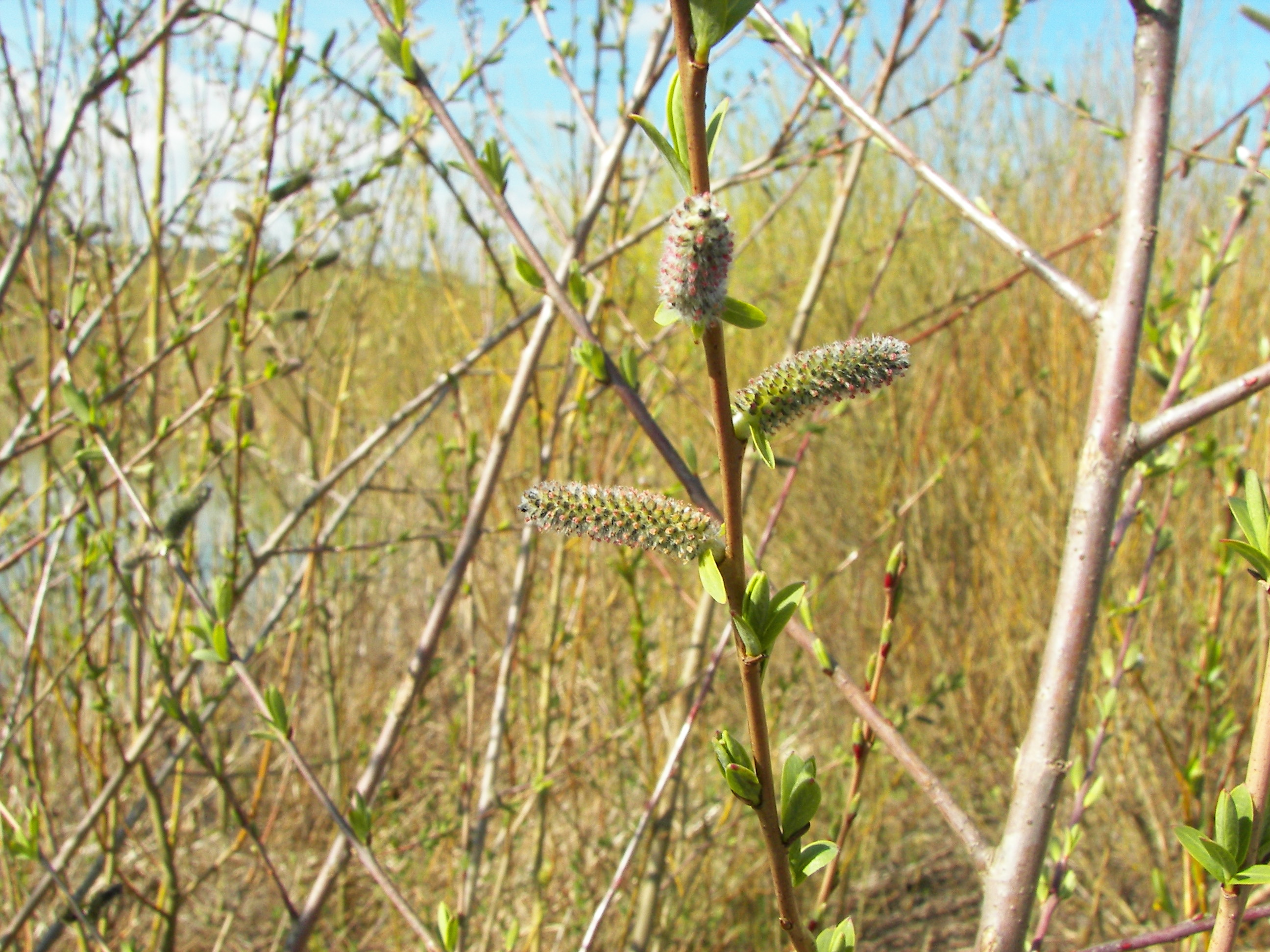
Salix purpurea, débourrage de printemps, fleurs (début de la floraison) et jeunes pousses de feuilles.
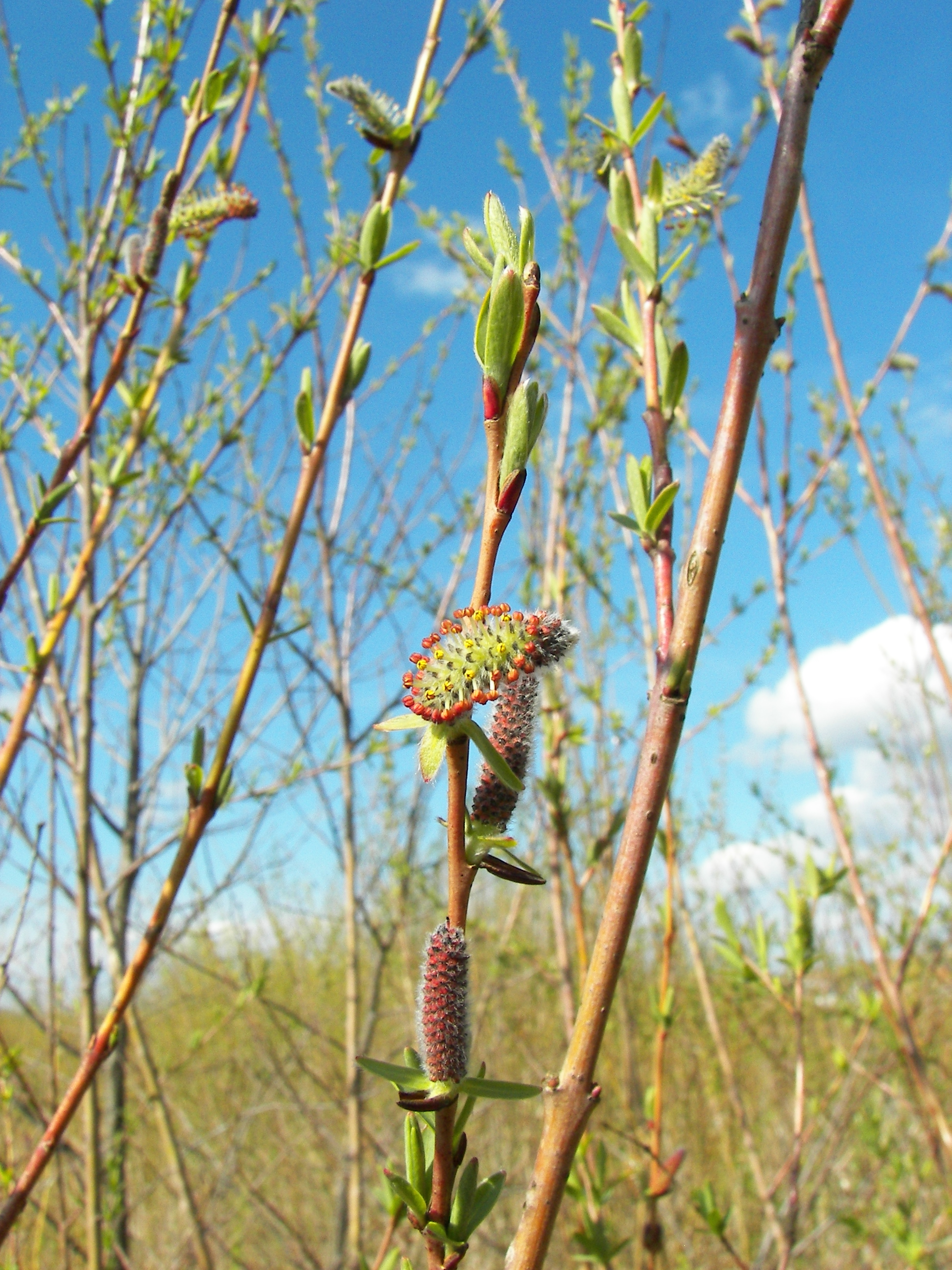
Salix purpurea, fleurs mâles (on voit ici leur opposition et sub-opposition caractéristiques).
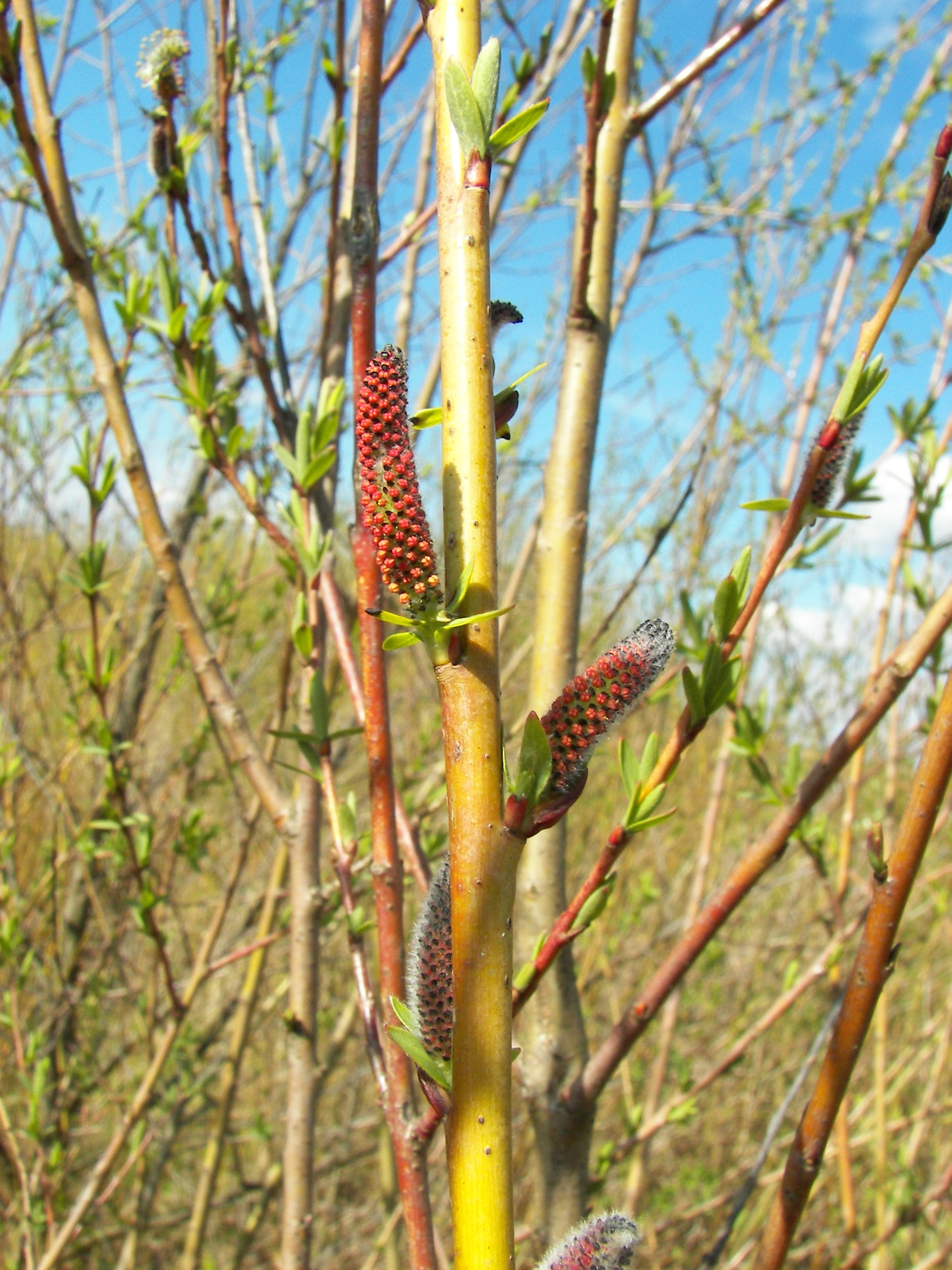
Salix purpurea, fleurs mâles à anthères rouges.
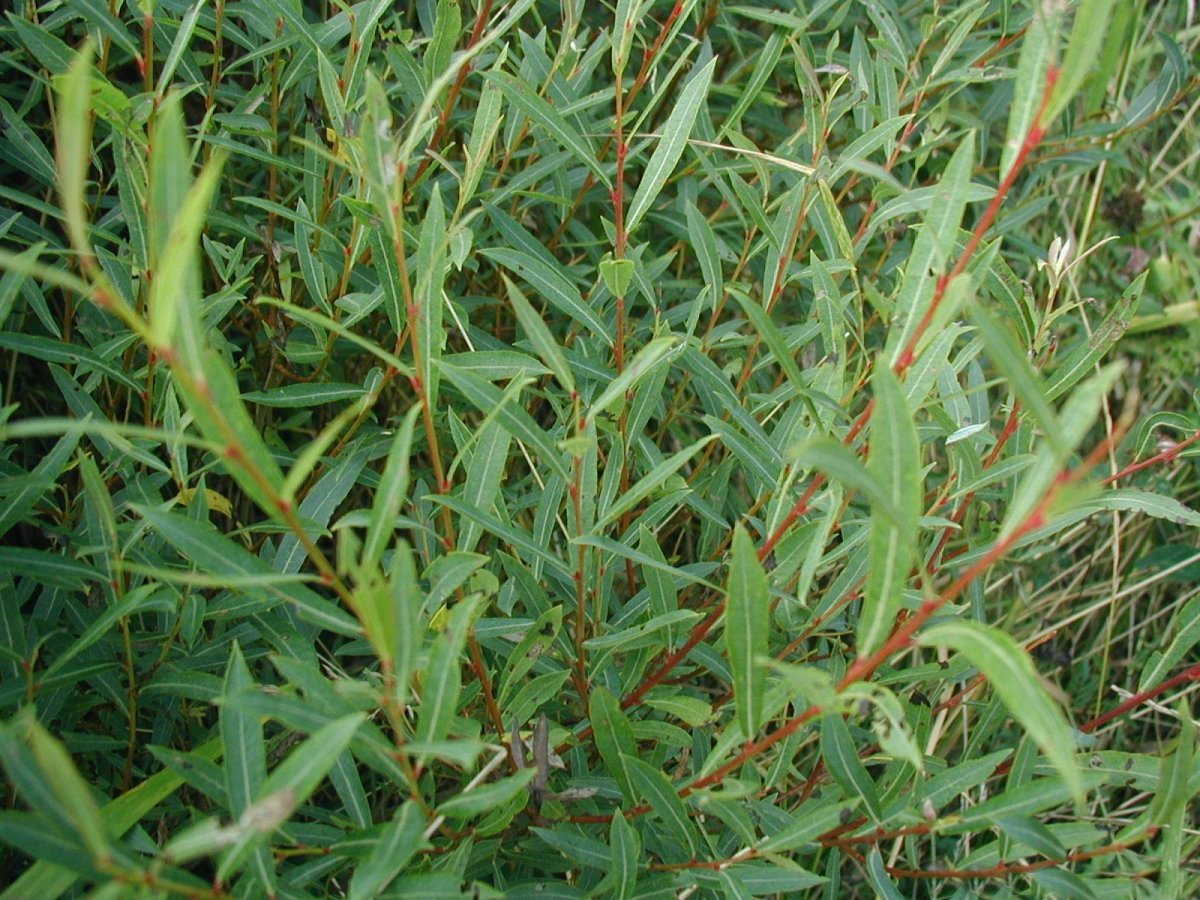
Salix purpurea, aspect estival.
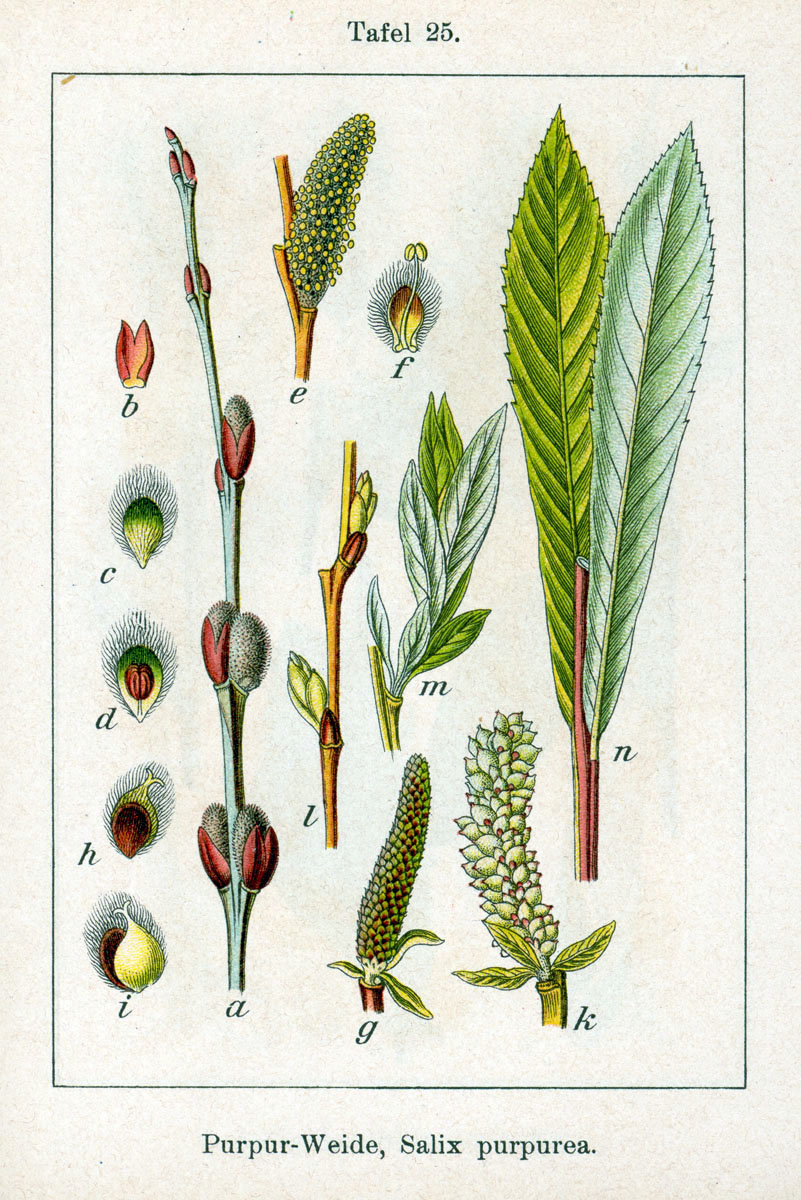
Salix purpurea, gravure des frères Sturm.

## Répartition française
Eurasiatique tempéré. Espèce assez commune dans la majeure partie du pays, de l'étage collinéen à l'étage subalpin ; elle manque çà et là dans l'Ouest (Massif armoricain et Landes de Gascogne).

## Écologie
Espèce pionnière des berges sablo-graveleuses fréquemment rajeunies des rivières (saulaies arbustives et saulaies blanches), forêts riveraines  résiduelles linéaires (aulnaies-frênaies), berges dénudées des lacs, ceintures d'atterrissement d'étangs et roselières, fruticées.

## Usages
C'est une plante mellifère qui sert de matériau pour la vannerie. Elle est aussi utilisée lors de travaux de restauration de berges et en génie végétal pour bouturage, tressage, etc.

### Propriétés médicinales
- Parties utilisées : (1) écorce de jeunes rameaux en teinture mère, (2) bourgeons feuilles en macérat glycériné ou (3) chaton mâle en teinture mère.
- Les deux premiers (1,2) sont fébrifuges, analgésiques, anaphrodisiaques, fongicides et diurétiques. Quant au troisième (3), il est un puissant calmant des ardeurs sexuelles et obsessionnelles, il soigne les arthrites, les rhumatismes, l'arthrose, les douleurs musculaires et articulaires. C'est un très grand draineur.

### Reforestation
Depuis novembre 2022, des nouvelles populations de Salix purpurea sont plantées autour du désert du Taklamakan en Chine, dans le cadre d'un projet de muraille verte qui vise à contenir l'expansion de ce désert.

### Vannerie
Cette espèce figure parmi les plus utilisées pour la vannerie avec le saule des vanniers (Salix viminalis), le saule à trois étamines (Salix triandra) et le saule blanc - ou commun - (Salix alba).
Les osiers se décortiquent mal et sont réservés à la vannerie brute.

## Variétés et cultivars
Parmi les nombreuses variétés et cultivars on peut citer :
- Salix purpurea "Helix" (Vert)
- Salix purpurea "Daphnoides" (Vert / rouge)
- Salix purpurea "Luinette" (Vert)
- Salix purpurea "Étienne" (Vert)

## Sources
- JC Rameau, D. Mansion G. Dumé, Flore forestière française, IDF, 1989
- Guide ethnobotanique de Phytothérapie, Gérard Ducerf, Éditions Promonature, 2006